# Bangbae (metropolitana di Seul)
Bangbae (방배역 - 方背譯, Bangbae-yeok ) è una stazione della linea 2 della metropolitana di Seul e si trova nel quartiere di Seocho-gu, a sud del fiume Han.

## Linee
Seoul Metro
● Linea 2 (Codice: 225)

## Struttura
La linea passa in sotterranea, al terzo piano interrato, e dispone di due marciapiedi laterali con porte di banchina e due binari al centro. Sono presenti due aree tornelli indipendenti in base alla direzione, e quindi, una volta entrati, non è possibile cambiare direzione senza uscire nuovamente. Essendo la linea 2 una linea circolare, i binari vengono designati come "circolare interna" e "circolare esterna".
| Circ. interna | ● Linea 2 | per Sadang, Sindorim e Hapjeong                  |
| Circ. esterna | ● Linea 2 | per Gyodae, Gangnam, Seolleung, Jamsil e Seongsu |

## Stazioni adiacenti
| «       | Servizio | »       |
| Linea 2 | Linea 2  | Linea 2 |
| ------- | -------- | ------- |
| Seocho  | -        | Sadang  |